# Explosion der Feuerwerksfabrik von Enschede

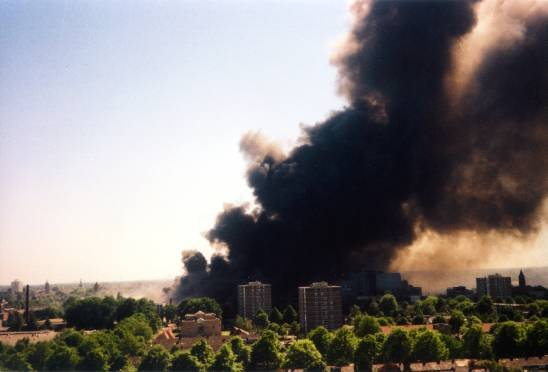
Schwarze Rauchwolken über Enschede nach der Explosion der Feuerwerksfabrik im Mai 2000

Die Explosion der Feuerwerksfabrik von Enschede am Samstag, 13. Mai 2000, in der niederländischen Stadt Enschede kostete 23 Menschen das Leben, 947 Personen wurden verletzt und das Stadtviertel Roombeek verwüstet.

## Verlauf
Gegen 15 Uhr Ortszeit (UTC+2) erreichte die Feuerwehr ein erster Notruf über ein Feuer auf dem Gelände der Feuerwerksfabrik S.E. Fireworks im nördlich des Enscheder Stadtzentrums gelegenen Stadtteil Roombeek. Zur Bekämpfung des Brandes waren zunächst zwölf Feuerwehrleute mit einem Tanklöschfahrzeug und einer Drehleiter im Einsatz, die zuerst glaubten, den Brand kurzfristig unter Kontrolle bringen zu können. Da bereits zu diesem Zeitpunkt Feuerwerksraketen in Brand gerieten, in den Himmel schossen und dort explodierten, drängten sich (auch begünstigt durch den hochsommerlichen Samstagnachmittag) zahlreiche Schaulustige auf den Straßen, um das ungewöhnliche Schauspiel zu beobachten. Diese Szenerie wurde von einigen Videofilmern festgehalten.
Gegen 15:30 Uhr kam es auf dem Gelände schließlich zu einer Reihe schwerer Explosionen durch in Brand geratene Container, die mit Feuerwerkskörpern gefüllt waren. Bei den beiden Hauptexplosionen, die im Abstand von etwa 60 Sekunden erfolgten, detonierten wahrscheinlich größere Mengen illegal gelagerter sogenannter Salutbomben, die bei einem Großfeuerwerk reine Blitz- und Detonationseffekte erzielen sollen. Dazu sind sie an Stelle von Schwarzpulver mit Blitzknallsatz (BKS) gefüllt, das eine erheblich größere Sprengkraft besitzt. Die erste Explosion hatte das Äquivalent von ca. 800 kg TNT, die viel größere zweite das von 4000 bis 5000 kg TNT. Die vor allem durch die zweite Explosion verursachte Druckwelle war derart stark, dass die aus Stahlbeton konstruierten Gebäude rund um den Explosionsherd bis auf die Grundmauern zerstört wurden, Trümmer bis zu 800 m weit flogen und im Umkreis von 1,5 km Entfernung Fensterscheiben zersprangen. Der Druck der Explosion konnte noch in 60 km Entfernung wahrgenommen werden; die Rauchsäule über Enschede war in bis zu 50 km Entfernung sichtbar. Sogar die Infraschall-Messanlagen der Bundesanstalt für Geowissenschaften und Rohstoffe im Bayerischen Wald in rund 625 km Entfernung zu Enschede (IS26) registrierten 36 Minuten später die Druckwellen der schweren Explosionen.
Insgesamt explodierten 177 Tonnen Feuerwerkskörper. Zusätzliche Schäden wurden durch umherfliegende Feuerwerkskörper erzeugt, die in die Dächer der umliegenden Häuser einschlugen und sie dadurch in Brand setzten. Die benachbarte Brauerei Grolsch brannte aus. Das Feuer dort konnte gelöscht werden, bevor es die Kühlanlagen erreichte, was die Freisetzung des Kältemittels, mehrere Tonnen ätzendes Ammoniak, hätte auslösen können. Insgesamt war ein Gebiet von rund 5 km² von den Schäden betroffen.
Beim Einsatz in Enschede unterstützten Rettungsdienste und Feuerwehren aus dem Kreis Borken und anderen Kommunen die niederländischen Kräfte. Allein aus Deutschland waren 200 Einsatzkräfte mit 40 Fahrzeugen sowie acht Rettungshubschrauber im Einsatz.

### Zeitleiste
| Ereignis                                                                 | Ortszeit (UTC+2) |
| ------------------------------------------------------------------------ | ---------------- |
| Auslösung der Brandmeldeanlage                                           | 15:01            |
| Erste Meldung des Feuers durch Passanten                                 | 15:02            |
| Das erste Löschfahrzeug erreicht mit vier Mann Besatzung den Einsatzort. | 15:08            |
| Der erste Rettungswagen trifft am Einsatzort ein.                        | 15:16            |
| Der Brand gilt als unter Kontrolle.                                      | 15:27            |
| Erster Feuerwerkscontainer explodiert und löst eine Kettenreaktion aus.  | 15:33            |
| Erste große Explosion                                                    | 15:34            |
| Letzte, verheerende Explosion                                            | 15:35            |
| Katastrophenplan tritt in Kraft                                          | 16:15            |

## Folgen

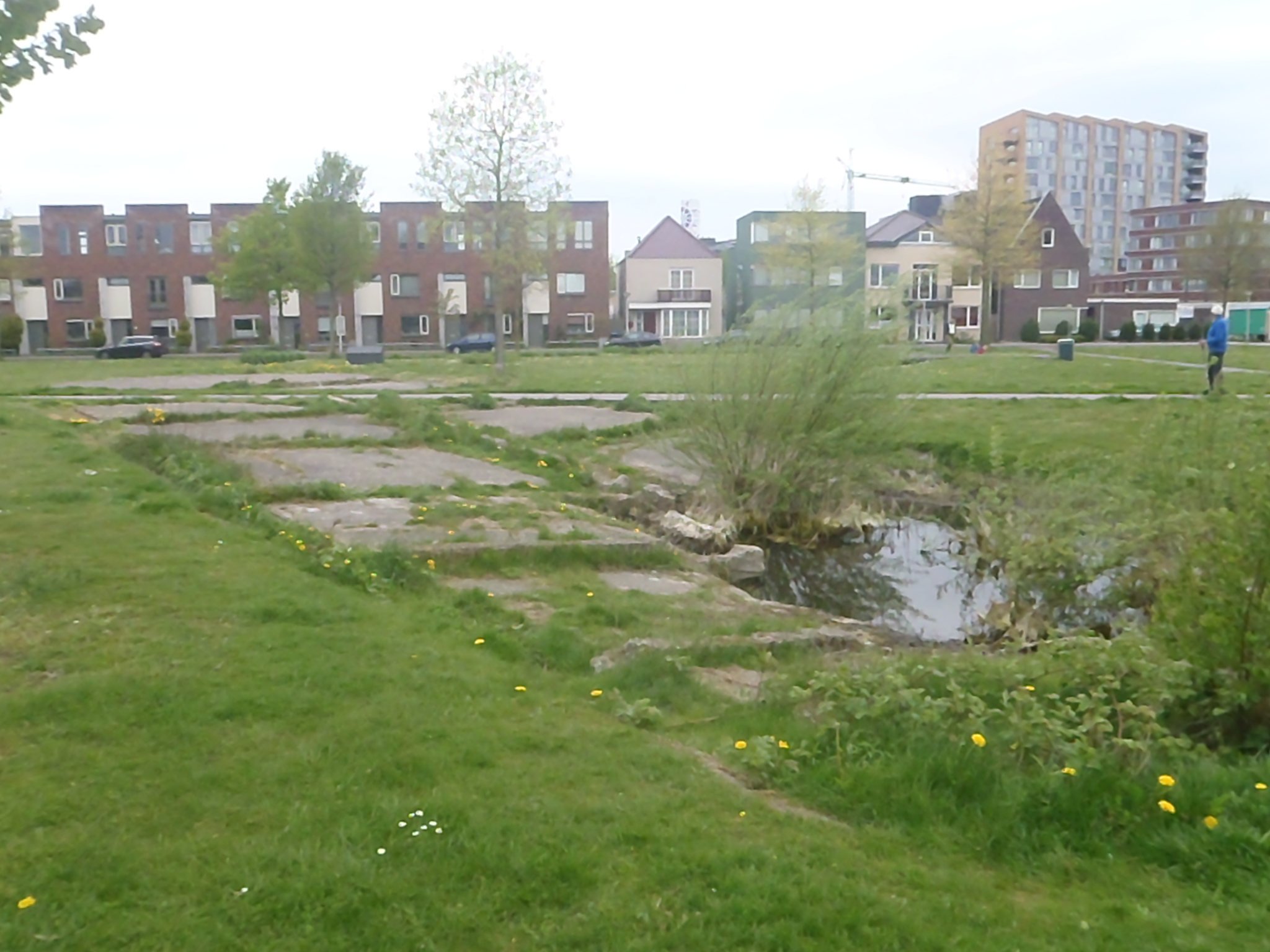
Erhaltener Explosionskrater (2014)

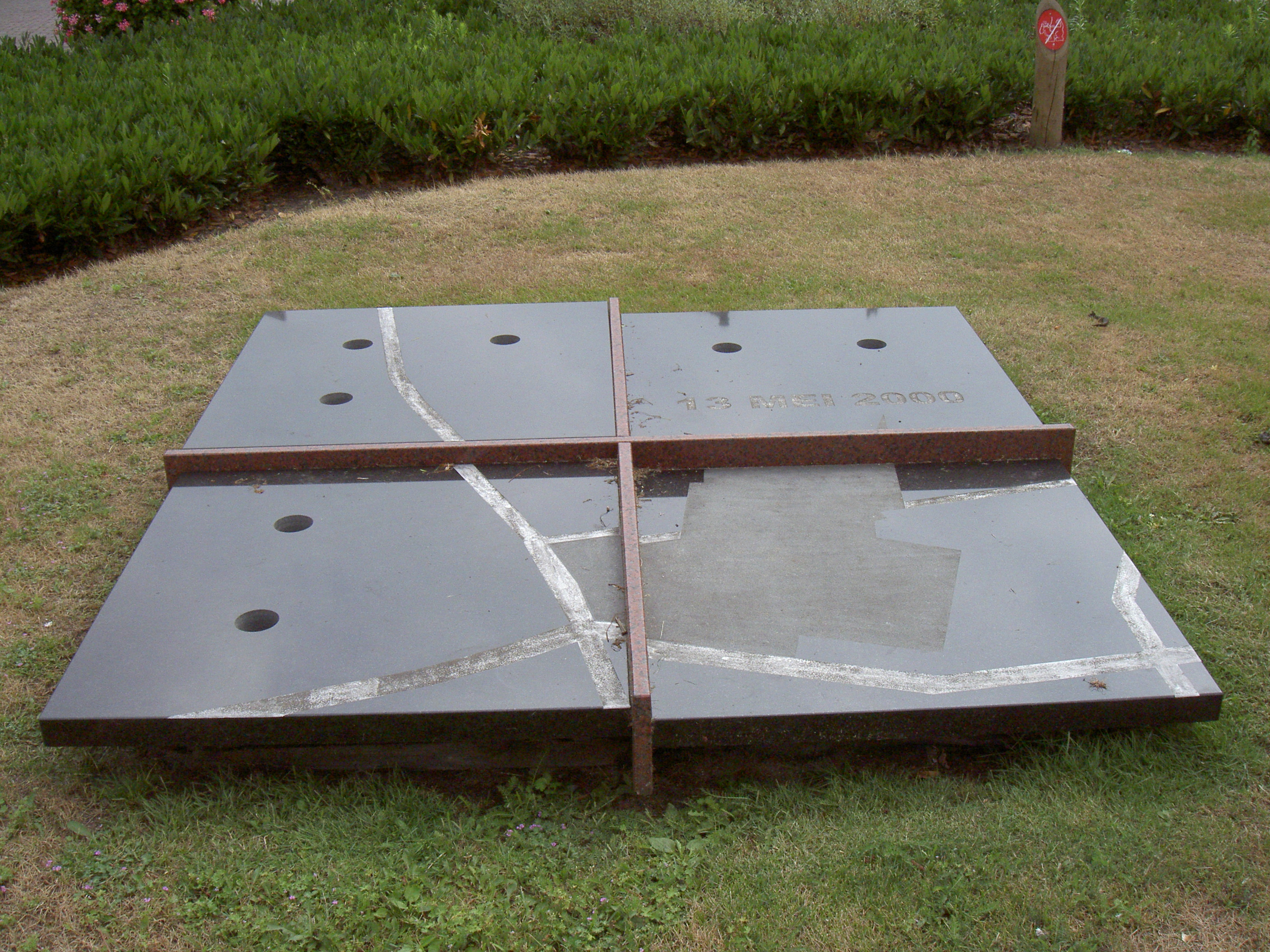
Denkmal zu Ehren der Feuerwehrleute

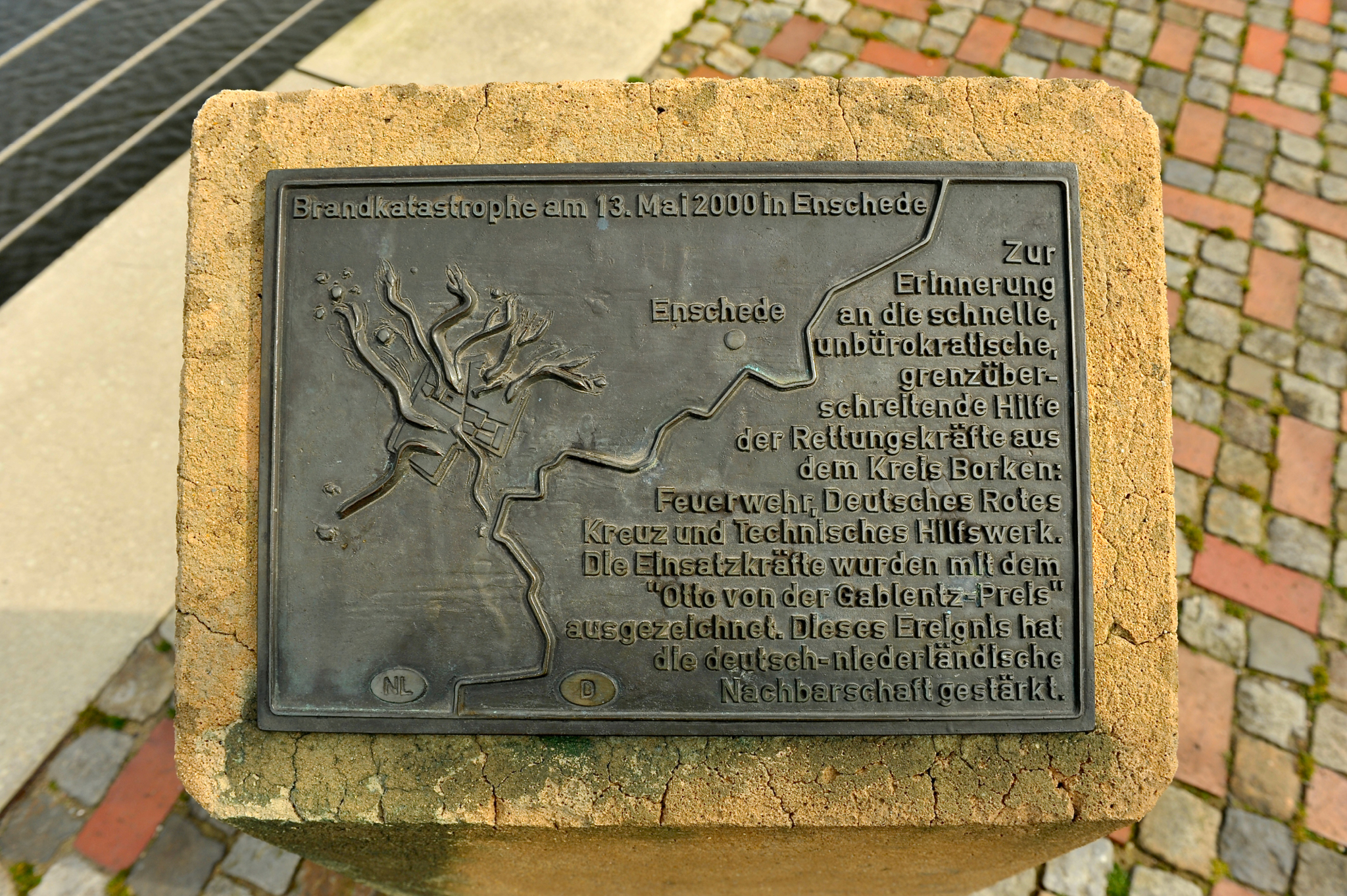
Plakette zur Erinnerung an den grenzüberschreitenden Einsatz deutscher Rettungskräfte aus dem Kreis Borken

Durch die Wirkung der Druckwelle und durch umherfliegende Trümmerteile kamen 23 Menschen ums Leben, darunter vier Feuerwehrleute. 947 Personen wurden verletzt.
Über 200 Wohnhäuser/Wohnungen wurden vollständig zerstört und rund 300 für unbewohnbar erklärt; insgesamt wurden rund 1500 Wohnhäuser beschädigt. Als Folge der Zerstörungen wurden 1250 Personen zunächst obdachlos. Der Versicherungsschaden wurde auf eine Milliarde Gulden (rund 454 Millionen Euro) geschätzt.
Die Brauerei Grolsch siedelte sich danach mit einem Neubau am Stadtrand von Enschede an.

### Strafrechtliche Aufarbeitung
Am 4. März 2002 begann der Prozess wegen fahrlässiger Tötung sowie Verletzung von Umwelt- und Sicherheitsbestimmungen gegen zwei Manager (Rudi Bakker und Willie Pater) der Feuerwerksfabrik vor dem Gericht (niederländisch: Rechtbank) in Almelo. Am 2. April 2002 erging gegen beide ein Freispruch in Bezug auf die fahrlässige Tötung; wegen der Nichteinhaltung von Sicherheitsbestimmungen wurden sie aber zu je sechs Monaten Freiheitsstrafe verurteilt. Die Fabrik besaß zum Beispiel nur eine Lizenz zur Lagerung und Herstellung von Feuerwerk bis zur Gefahrgutklasse 1.3g. Bei einer zur Zeit des Unglücks noch auf See befindlichen Lieferung von Großfeuerwerk aus China wurde jedoch festgestellt, dass das Unternehmen diese Bestimmungen bewusst umgangen hatte. Die Artikel waren als Klasse 1.4g und 1.3g deklariert, jedoch mit komplett anderem Material gefüllt worden und wurden nach Tests als Klasse 1.2 und 1.1 (massenexplosionsfähig) eingestuft. Des Weiteren wurden Lagermengen überschritten und elektrische Anlagen nicht vorschriftsmäßig instand gesetzt.
In zweiter Instanz vor dem Berufungsgericht (niederländisch: Gerechtshof) in Arnheim wurden beide Angeklagten am 12. Mai 2003 zu einer Freiheitsstrafe von einem Jahr verurteilt. Einer der Angeklagten legte hiergegen Revision (rechtlich korrekt: Kassation; niederländisch: cassatie) vor dem Hohen Rat der Niederlande (niederländisch: Hoge Raad der Nederlanden) in Den Haag ein, die allerdings am 1. Februar 2005 zurückgewiesen wurde.
Am 22. August 2002 wurde der der Brandstiftung verdächtigte André de Vries von der Rechtbank Almelo zunächst zu 15 Jahren Freiheitsstrafe verurteilt. In zweiter Instanz wurde de Vries jedoch aus Mangel an Beweisen vom Gerechtshof Arnheim am 12. Mai 2003 freigesprochen. Danach klagte de Vries gegen den niederländischen Staat auf Haftentschädigung in Höhe von einer Million Euro. Der Gerechtshof Arnheim sprach ihm in dieser Sache am 3. Mai 2004 einen Schadensersatz in Höhe von 125.000 € zu.

### Rechtliche Verschärfungen
Schon kurze Zeit nach dem Unglück von Enschede wurde auf europäischer Ebene angeregt, die Bestimmungen für den Umgang und die Lagerung von Sprengstoff zu verschärfen. Diese Diskussionen, ebenso wie Erkenntnisse aus weiteren Unglücksfällen, mündeten dann in der Änderung der Richtlinie 96/82/EG (Seveso-II-Richtlinie), die zum 31. Dezember 2003 in Kraft trat.
Ebenfalls als Konsequenz aus den Geschehnissen in Enschede begann im Frühjahr 2002 in Deutschland eine Diskussion über Änderungen im deutschen Sprengstoffrecht. Das 2. SprengÄndG trat am 5. September 2002 in Kraft.

### Verbesserung des Katastrophenschutzes
Um für zukünftige Unglücksfälle ähnlichen Ausmaßes gewappnet zu sein, wurden im Grenzgebiet zahlreiche Verbesserungen am gemeinsamen Katastrophenschutz vorgenommen. Kernelement ist dabei ein grenzüberschreitender Gefahrenabwehrplan, an dem die deutschen Landkreise Grafschaft Bentheim und Borken sowie die niederländischen Regionen Twente und Achterhoek beteiligt sind und der von der Euregio gefördert wurde. Wesentliche Inhalte sind z. B. Regelungen über die Einsatzleitung, Kommunikation und Versorgung von Einsatzkräften sowie gemeinsame Standards bei Alarmierung und Technik.
Unter anderem auch wegen der Katastrophe von Enschede wurde in den Niederlanden 2005 die unabhängige Untersuchungsbehörde Onderzoeksraad voor Veiligheid für Zwischenfälle, Unfälle und Katastrophen aller Art eingerichtet.